# Sant Joan de Pladecorts
Sant Joan de Pladecorts, antigament Sant Joan de Pagès (['saɲʒu'andə'plaðə'kɔrs], i en francès Saint-Jean-Pla-de-Corts) és un poble de la comarca del Vallespir, a la Catalunya del Nord. Joan Becat postula que el topònim correcte hauria de ser Sant Joan Pla de Corts, forma paral·lela a l'oficial francesa, no admesa per l'IEC.

## Etimologia
Diversos formants componen el topònim Sant Joan de Pladecorts. En primer lloc, sant Joan Evangelista és el sant a qui està dedicada la parròquia del poble i terme. La segona part, Pladecorts, també és un mot compost: en primer lloc, pla indica la plana on és situat el poble, atès que és el primer poble en què el Tec ateny la plana abandonant el Vallespir més muntanyós, ran mateix de la Plana del Rosselló. Corts, segons Joan Coromines, no prové de les corts per a tenir-hi animals, sinó del mot llatí cohors (grup de gent armada), format per la presència del castell, on s'estava aquesta gent.
La forma antiga del topònim del poble, Sant Joan de Pagès té, també segons Coromines un origen semblant: ve de la forma llatina pagensem, adjectiu derivat de pagus, que vol dir comarca (probablement referint-se a la zona més oberta de la plana).

## Geografia

Situació de la comuna de Sant Joan de Pladecorts en el Vallespir

### Localització i característiques generals del terme
Sant Joan de Pladecorts és una petita comuna de 106.200 hectàrees situada al límit nord-est de la comarca. És justament en el lloc on el Tec deixa l'estreta vall central del Vallespir i arriba al límit amb els Aspres i la Plana del Rosselló, al peu de la Serra de l'Albera, com ja s'ha apuntat anteriorment. És un territori pla (l'elevació màxima, el Puig Senglí, només assoleix els 209 m alt), molt ben regat, tant pel Tec com els seus afluents, entre els quals destaca la Ribera de Vivers. Cal destacar que fins al 1832 el terme de Sant Joan de Pladecorts es limitava a la riba esquerra del Tec; aquell any hi fou incorporada la comuna de Vilargell, fins a aquell moment independent, que ocupava la dreta del riu.
Cal dir que, a més de la relació amb Ceret, cap de comarca i de cantó i vila de referència de Sant Joan de Pladecorts al llarg de tota la història, aquest poble té també lligams importants amb l'altra vila veïna, el Voló, de manera que, sobretot els darrers anys comparteix moltes coses amb ella; posem-ne un parell d'exemples: el club de futbol és compartit entre aquestes dues poblacions, i la colla castellera dels Angelets del Vallespir té una part important dels seus integrants que procedeixen del Voló.
Termes municipals limítrofs:
| Vivers | Paçà | El Voló              |
|        |      |                      |
| Ceret  |      | Morellàs i les Illes |

### El poble de Sant Joan de Pladecorts

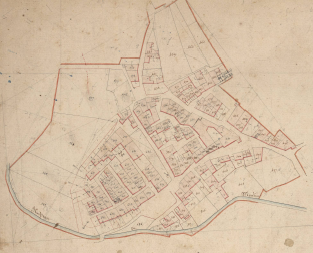
Sant Joan de Pladecorts en el Cadastre napoleònic del 1812 (Arxius Departamentals dels Pirineus Orientals, ADPO)

Situat a la zona central del terme comunal, la forma irregular del terme fa que a ran del nord del poble ja limiti amb Vivers, que pertany al Rosselló, mentre que un apèndix al nord-est s'allargassa entre les comunes de Vivers i el Voló, de forma que arriba a confrontar amb el terme de Paçà. El poble és a l'esquerra del Tec, tot i que aquest riu travessa el terme pel bell mig. Lleugerament aturonat a l'entorn de l'església de Sant Joan Baptista, constituïa una cellera que fou l'origen del Castell de Pladecorts que s'hi bastí a partir del segle xi. Modernament s'ha desenvolupat un segon nucli, a l'entorn de la carretera general, entre el Mas Tronyó i la capella de Sant Sebastià.
El poble ha crescut al llarg dels darrers cinquanta anys, fins al punt que el cementiri i la capella de Sant Sebastià ha quedat englobades en el nucli urbà actual. El poble, a partir de la cellera primitiva, va començar a créixer amb el barri de Darrere les Eres, i, ja modernament, a través de les urbanitzacions del Clos de Vilargell, la Costa de l'Hospital, la Gara Vella, el Mallol, les Matins Bleus, el Piló, les Résidences du Lac, les Résidences du Soleil, Sant Jaume i Sant Sebastià.

### Vilargell

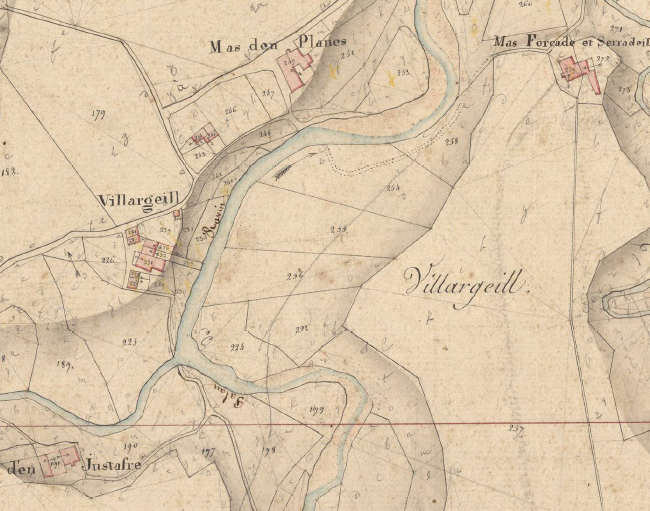
Vilargell en el Cadastre napoleònic del 1812 (ADPO)

El poble o veïnat d'hàbitat rural disseminat de Vilargell s'estén en el terç meridional del terme, a la dreta del Tec. Havia constituït comuna pròpia des del 1790 fins al 1832. El seu terme havia ocupat la major part de la riba dreta, meridional, del riu. Vilargell està documentat des del 976.

### Olius, Castellet, Palau i Bosquerós
Són quatre alous documentats des del 976, un dels quals, Olius, arribà a tenir dos nuclis: Olius d'Amunt i Olius d'Avall. Avui dia són del tot desapareguts.

### Les masies del terme
A part dels nuclis de Sant Joan de Pladecorts i de Vilargell, a més de les urbanitzacions esmentades, aquest terme conté tot un seguit de construccions aïllades: Castell Tronyó, l'Hostal Nou, el Mas Alquier, o d'en Bac, el Mas de les Llongaines, o la Chesnaie, el Mas del Pla de l'Arca, o d'en Forcada (mas del terme de Morellàs amb terres a Sant Joan de Pladecorts), el Mas d'en Gau (mas del terme de Vivers, amb terres a Sant Joan de Pladecorts), el Mas d'en Martí, d'en Mas, el d'en Planes, el d'en Veguer, el d'en Vistoset, el d'en Vixella, el Mas Freixe, o Forcada, el Mas Majunga, el Mas Morancí, el Mas Oliver, el Mas Quintà, el Mas Riberat, el Mas Tronyó, o d'en Jeroni, el Mas Xambon, la Mesoneta de la Ruta de Vivers, el Molí, el Pont dels Hospitals i la Teuñeria. Alguns són ja noms antics, en desús, com el Mas d'en Justafré i el d'en Llauró, i d'altres, desapareguts, com el Molí de Vent i la Teuleria Vella. Hi ha algunes creus de terme, com la Creueta d'en Briqueu i la Creueta d'en Jeroni.

### Hidrografia
El de Sant Joan de Pladecorts és un terme comunal molt pla, organitzat quasi totalment a partir del riu que passa pel bell mig del terme, el Tec, i les riberes i còrrecs que hi aflueixen. Només al nord del terme hi ha uns còrrecs que aflueixen en la Ribera de Vallmanya, que fa de límit comunal nord, amb Paçà. A més, a la zona nord-est del terme de Sant Joan de Pladecorts hi ha alguns còrrecs que són afluents del Tec, però que s'hi aboquen dins del terme del Voló.
El Tec rep per la dreta, dins d'aquest terme, el Còrrec del Sabaró, que hi aporta les aigües procedents de l'antic terme de Vilargell. S'hi uneixen el Còrrec de la Font Blanca, el d'en, o del, Palau i el de Vilargell. Per l'esquerra s'hi aboquen de primer la Ribera de les Aigües, amb els còrrecs de Santa Margarida, o de Santa Teresa, que ve de Ceret, de la Parra i de l'Armada; més a llevant, la Ribera de Vivers, amb el còrrec de la Serra del Gordo i el de Coma Lloba; encara més a llevant, hi ha els còrrecs que no arriben directament al Tec perquè nodreixen els estanys de la zona de llevant de Sant Joan de Pladecorts, a la zona de les Aigües Vives i del Graver: el còrrec dels Conangles, el del Mas d'en Veguer i el del Tortell, que aflueixen en el Còrrec del Trenc. Finalment, hi ha més a llevant els afluents del Tec que neixen en terme de Sant Joan de Pladecorts i s'hi aboquen dins del del Voló, com els dos de la Josepa i el d'en Doller.
A l'extrem nord del terme, la Ribera de Vallmanya reuneix les aportacions dels còrrecs de la Creu Blanca, del Mas d'en Gau i de la Garriga d'en Noé. Una mica al sud-est hi ha els dos còrrecs de Puig Senglí, que també se'n van cap al terme del Voló.
En aquest terme hi ha també alguns canals de rec, com l'Agulla del Camí de Cotlliure, la de les Colomines, la del Piló, la de la Rera, o de la Bena, que ve del terme de Vivers, la del Mas d'en Vistoset, la dels Gravers, el Rec de les Llongaines, el Rec del Molí i el Rec del Pla.

### Orografia
Com ja s'ha dit, el terme de Sant Joan de Pladecorts és molt pla, a banda i banda del Tec. L'única elevació important és el Puig Senglí, o Sanglí, que arriba tot just als 207,4 m alt. Per això són pocs els topònims que indiquen formes de relleu; s'hi troben dos boscs: la Roureda, o Roireda i la Siureda d'en Forcada (nom antic, ja en desús); dos clots: el Clot del Mas d'en Veguer i els Clots dels Olius; una coma, la Coma Lloba; una costa, la Costa dels Hospitals; uns estanys: l'Estanyol; un parell de plans: el Pla de l'Arca i el Pla de Sant Jordi; una muntanya, el Puig Senglí, i una serra: la Serra de la Josepa.

### El terme comunal
Les partides i indrets específics del terme de Sant Joan de Pladecorts són les Aigües Vives, el Barret Blanc, Bosquerons o Bosquerós (nom d'un alou, que es desconeix on es trobava), el Camí de Conangles, el Camí de Perpinyà, el Camp Barquer, les Campanyes, el Camp de la Capella, el Camp de l'Hereu, el Camp del Molí, el Camp de Mossort, el Camp de l'Oliu, el Camp Figuera, el Camp Gran, o Camp Gran del Mas d'en Veguer, la Cardina, la Carretera, els Castellets, la Colomina Grossa, la Colomina Petita, el Comtat, Conangles, Conangles d'en Veguer, el Còrrec de la Josepa, el Còrrec del Tortell, el Còrrec d'en Doller, la Creu Blanca, la Creu de Fusta, la Creu del Pla del Voló, la Creueta d'en Briqueu, la Creueta d'en Jeroni, l'Eulera, el Falguer, o Canet, la Garriga d'en Noé, les Garrigues de les Vinyasses, els Gravers, els Horts de Dejús l'Església (nom antic), els Horts de la Ribera, els Horts de les Portes, o de les Esportes, els Horts Perduts, els Hospitals, l'Hostal Nou, l'Illa, les Llongaines, el Mallol Castellàs, el Mas d'en Bac, el Mas d'en Gau, el Mas d'en Martí, el Mas d'en Planes, el Mas d'en Veguer, el Mas d'en Vixella, Monacó, l'Olivet, o Oliveda, del Camí Estret, l'Olivet, o Oliveda, de l'Església, Olius, Olius de Baix, Olius de Dalt, Palau (els quatre darrers, noms d'antics alous que es desconeix on eren), la Pava, les Pedregueres, la Pedrera d'en Valls, la Penya de les Encantades, el Recebeu, el Regatiu, el Regatiu de les Llongaines, la Ribera, el Sabaró Alt, el Sabaró Baix, Sant Sebastià, Sobre Camps, les Timoneres, Terra Dous, la Vallmanya, Vilargell, la Vinya d'en Justafré, la Vinya d'en Marill (noms antics, els dos darrers), el Vinyer del Camp de l'Ase i el Xaragall. Uns quants dels topònims indiquen senyals termenals, com l'Arbre Gros, l'Oliveda dels Forcada (nom antic), la Pedra Blanca, el Piló, el Piló de Font Blanca, o de Villada, el Piló de la Serra de la Josepa, el Piló de la Vinya d'en Forcada, el Piló del Camí de Cotlliure, el Piló de les Garrigues d'en Jaubert (els tres darrers, noms antics), el Piló del Mas d'en Gau, el Piló del Rec de les Llongaines, el Piló de Puig Senglí, el Piló de Sant Joan, els Pilons de les Timoneres i el Siure (nom antic).

## Transport

### Carreteres
Les carreteres que travessen el terme comunal de Sant Joan de Pladecorts són bàsicament tres: la D900 (Salses - el Pertús, que té també continuïtat cap a l'interior de la Catalunya del sud per la carretera N - II, una variant recent de la qual trepitja just l'extrem oriental del terme de Sant Joan de Pladecorts. Hi ha també la carretera D115 (D900, a Sant Joan de Pladecorts - Coll d'Ares), que des d'aquest lloc recorre tot el Vallespir. Finalment, s'hi troba la D13 (les Illes - Llauró), que uneix les Illes amb Morellàs, cap al sud-est, i Vivers i Llauró, cap al nord-oest.

### Ferrocarril
Sense que Sant Joan de Pladecorts disposi actualment d'estació de ferrocarril (existeix, però no s'utilitza), travessa el seu terme la línia de mercaderies de Ceret a Elna. Aquesta línia fou, antigament, també de passatgers, però actualment només és d'ús per al transport de càrrega. L'estació es troba al nord-oest de la població.

### Transport col·lectiu per carretera
Sant Joan de Pladecorts compta amb transport en autobús gràcies a diverses línies de Le bus à 1 €, servei departamental. D'una banda, hi ha la línia 300/340, de Perpinyà a Arles, la 340/341, de Perpinyà a la Presta, i la 401, de Ceret a Argelers de la Marenda.

### Els camins del terme
Solquen el terme de Sant Joan de Pladecorts alguns camins que enllacen amb els pobles i termes veïns, com el Camí de Ceret, el de Vivers a Ceret, o Camí del Castell d'Aubirí, el Camí de Cotlliure,. Esment a part mereix el Camí de Ferro, que és el traçat del ferrocarril d'Arles a Argelers, el Camí del Voló, o del Mas Xambon, el d'Oms, o de la Pava, el de Perpinyà, o de Paçà, la Ruta de Ceret, la Ruta del Voló, la Ruta de Morellàs i la Ruta de Vivers. D'altres camins són interns del terme comunal de Sant Joan de Pladecorts: el Camí de la Creu Blanca, o del Mas d'en Gau, o de Conangles, el Camí del Cementiri, el Camí de les Aigües, o del Mas d'en Martí, el Camí de l'Euleda, el Camí de l'Illa, el Camí del Mas d'en Veguer, el Camí de Puig Senglí i la Travessa de la Gara.

## Activitats econòmiques
L'economia de Sant Joan de Pladecorts es basa sobretot en l'agricultura. Hi ha quasi un centenar d'explotacions agràries, que conreen tres quartes parts del territori comunal. La vinya constitueix el conreu principal amb més de la meitat del territori plantat de vinyes, més de dos terços de les quals per a vins de denominació d'origen controlada, seguida dels arbres fruiters (cirerers, presseguers i albercoquers, sobretot); hi ha també un miler de caps de bestiar oví i una petita quantitat de cabrum. Pel que fa a la indústria, se centra principalment en embalatges, la major part per a l'agricultura, i teuleries.
Dos càmpings ofereixen serveis turístics, en aquest poble: els Castellets i la Vallée, abans les Deux Rivières.

## Història

### Edat mitjana
El monestir de Santa Maria d'Arles tenia propietats in Plano de Curtis ja al segle x, gràcies a diverses donacions, entre les quals una del 960 i una del 987. En el document d'aquesta darrera donació, feta pel prevere Servusdei i els seus germans Arnau i Heribert, hi consta Minimilla, senyora de Pladecorts, que s'esmenta com a pertanyent al Rosselló. Aquesta senyora cedí el seu domini al comte de Cerdanya i Besalú Oliba Cabreta el 976, per tal que li fos retornat com a feu. El comte de Besalú i Cerdanya prengué també sota la seva protecció d'altres possessions que Minimilla tenia al Voló, cosa que creà un cert conflicte jurisdiccional, ja que el Voló pertanyia al comte Gausfred I. El 998 aquest comte signà un conveni sobre les aigües de Sant Joan de Pladecorts amb l'abat de Santa Maria d'Arles; tanmateix, malgrat el conveni se suscitaren diversos conflictes sobre les aigües d'aquesta zona a principìs del segle xi, pocs anys més tard.
Al llarg del segle xi anà augmentat, per diverses donacions, el domini d'Arles sobre Sant Joan de Pladecorts, fins que sembla que pràcticament els monjos d'Arles n'eren senyors, fins al punt que obtingueren permís per a construir una força en el poble. El 1211 està documentada una família cognominada de Sant Joan, que en foren senyors fins al 1343, quan Pere III el Cerimoniós prengué aquest castell, que havia romàs dins del bàndol del darrer rei de Mallorca, i l'atribuí al seu cunyat Francesc de Bellcastell. Després passà als Hortafà, els quals el 1400 vengueren els seus drets a Ramon de Llupià, senyor de Bages. El 1460 el senyor era Berenguer d'Oms, i la va vendre al burgès honrat de Perpinyà Joan Pagès, conseller del rei Joan II. Tanmateix, el 1477 era confiscada per Lluís XI de França.

### Edat Moderna
Ja al segle xvi, l'any 1512 Francesc de Pagès, net de Joan Pagès, recuperà la senyoria de Sant Joan de Pladecorts, i els seus descendents en mantingueren la titularitat fins a la Revolució Francesa. Cinc generacions després, durant el darrer terç del segle xvii, Josep de Pagès i de Vilanova s'intitulava ja Baró de Sant Joan de Pladecorts.
El 19 de maig de 1674 hi hagué en aquesta població una forta batalla contra l'exèrcit francès. Ramón de Vilanova que comandava les forces espanyoles els infligí una gran derrota.

## Demografia

### Demografia antiga
La població està expressada en nombre de focs (f) o d'habitants (h)
| 1365 | 1378 | 1470 | 1515 | 1553 | 1709 | 1720 | 1730 | 1755 | 1767  | 1774 | 1789 |
| 81 f | 66 f | 40 f | 33 f | 28 f | 65 f | 61 f | 65 f | 76 f | 411 h | 65 f | 93 f |

### Demografia contemporània
Del 1793 al 1831, Sant Joan de Pladecorts sol. Del 1836 en endavant, s'hi uneix l'antiga comuna de Vilargell.
| Evolució de la població |      |      |      |      |      |      |      |      |
| 1793                    | 1800 | 1806 | 1821 | 1831 | 1836 | 1841 | 1846 | 1851 |
| 301                     | 406  | 468  | 496  | 502  | 547  | 524  | 521  | 532  |

| 1856 | 1861 | 1866 | 1872 | 1876 | 1881 | 1886 | 1891 | 1896 |
| ---- | ---- | ---- | ---- | ---- | ---- | ---- | ---- | ---- |
| 536  | 534  | 551  | 544  | 557  | 554  | 561  | 622  | 639  |

| 1901 | 1906 | 1911 | 1921 | 1926 | 1931 | 1936 | 1946 | 1954 |
| ---- | ---- | ---- | ---- | ---- | ---- | ---- | ---- | ---- |
| 643  | 641  | 644  | 543  | 686  | 732  | 696  | 683  | 721  |

| 1962 | 1968 | 1975 | 1982  | 1990  | 1999  | 2008  | 2013  | 2014  |
| ---- | ---- | ---- | ----- | ----- | ----- | ----- | ----- | ----- |
| 722  | 743  | 906  | 1.040 | 1.456 | 1.775 | 1.992 | 2.055 | 2.073 |

Fonts: Ldh/EHESS/Cassini fins al 1999, després INSEE a partir deL 2004

### Evolució de la població

Població 1962-2008

## Administració i política

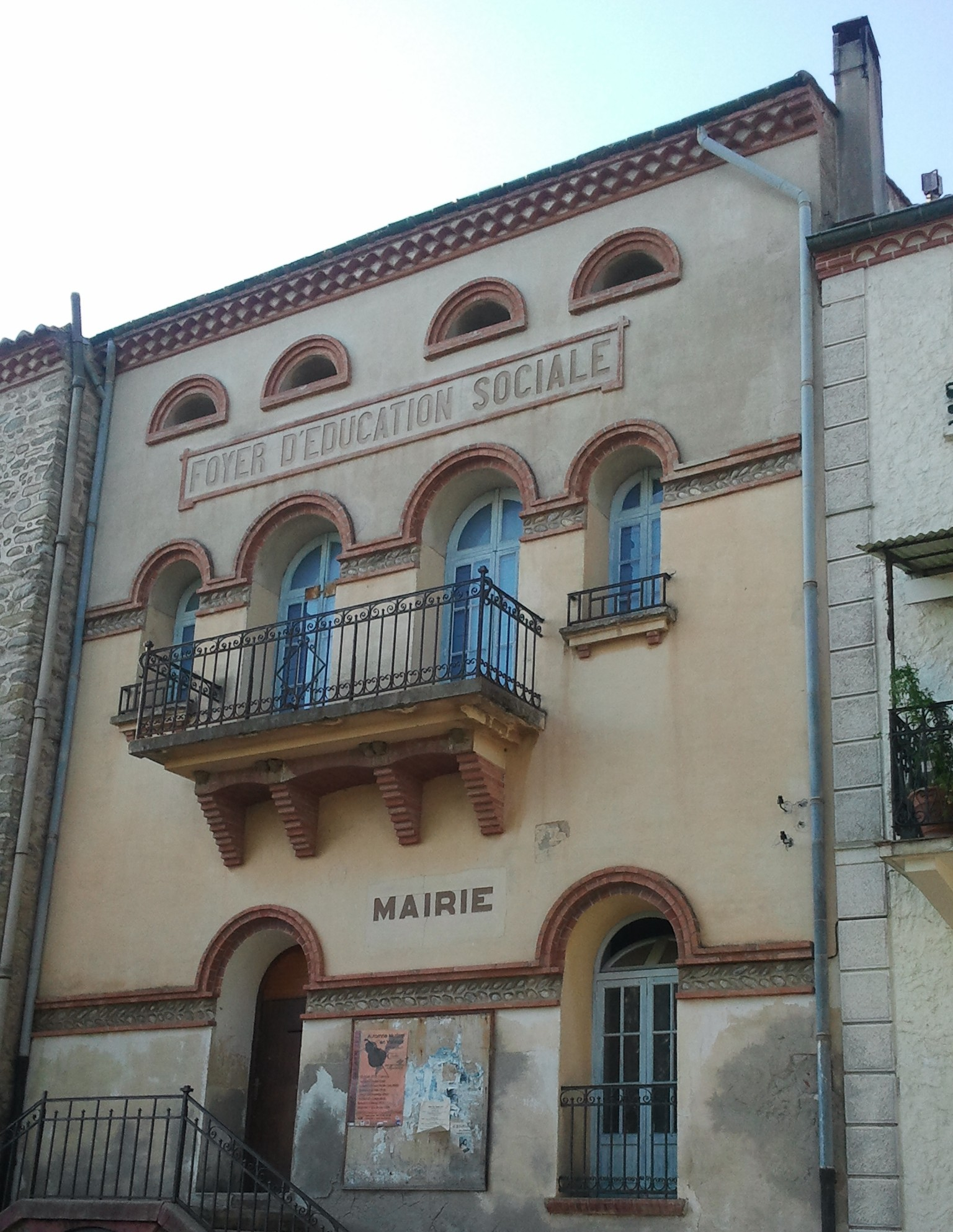
Antiga Casa del Comú del poble

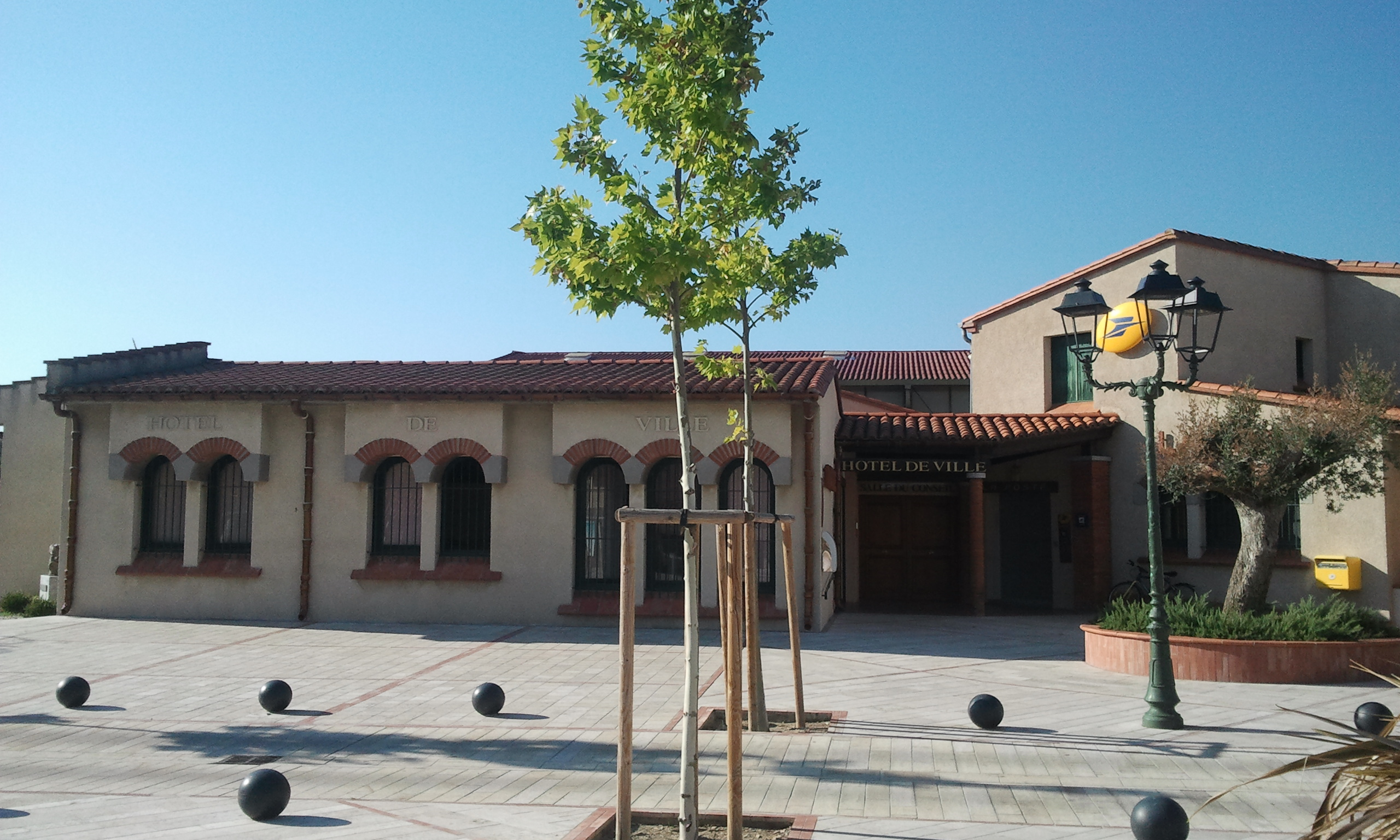
Actual Casa del Comú

### Batlles
Llista d'alcaldes
| Alcalde        | Període                       |
| -------------- | ----------------------------- |
| Jean Patot     | 1982 - març del 1989          |
| Robert Garrabé | Març del 1989 - Moment actual |

### Legislatura 2014 - 2020

#### Batlle

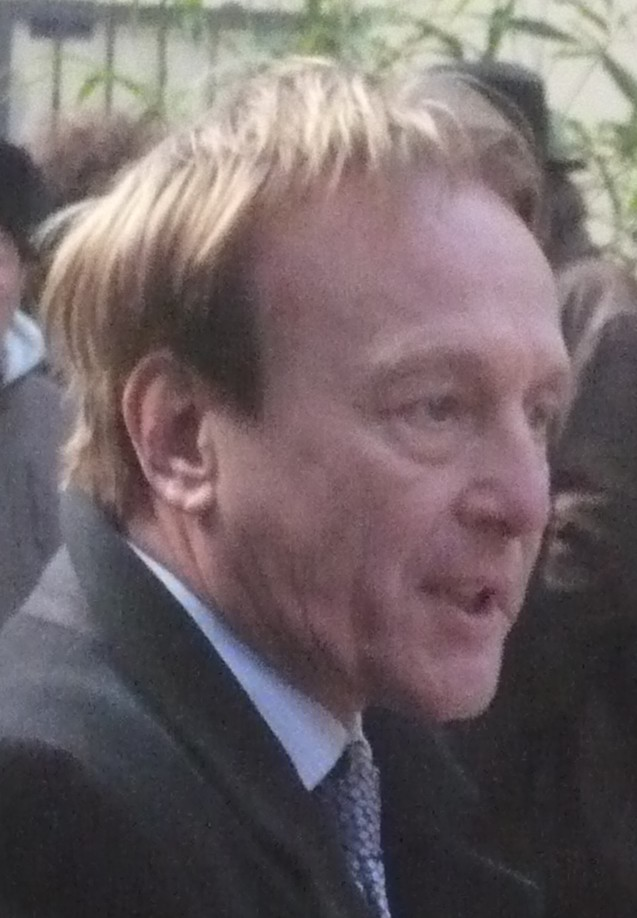
Robert Garrabé (2013)

- Robert Garrabé.

#### Adjunts al batlle[13]
- 1r: Michel Androdias, encarregat d'Urbanisme
- 2n: Claude Didier, encarregat de Finances
- 3a: Gisèle Laporte, encarregada dels temes relacionats amb les Associacions i la Comunicació
- 4t: Dominique Barbouty, encarregat dels temes relacionats amb el Quadre de vida i la Cultura.

#### Consellers municipals
- Annette Aicardi
- Pierre Canguilhem
- Patrick Casadevall
- Régis Garces
- Danièle Laudicina
- Carole Lloberes
- Joël Mallet
- Evelyne Martinez
- Régine Mingorance
- Rose-Marie Oms
- Christine Parayre
- Jean-Dominique Pierre
- Jean-Luc Respaut
- Laurent Triadu.

### Adscripció cantonal

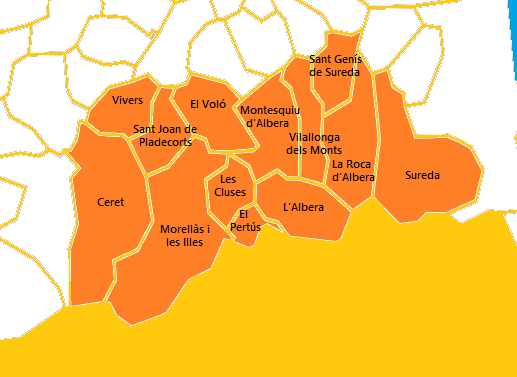
Mapa del Cantó de Vallespir - Albera

A les eleccions cantonals del 2015 la Roca d'Albera ha estat inclòs en el cantó denominat Vallespir - Albera, amb capitalitat a la vila de Ceret, i amb la vila del Voló i els pobles de l'Albera, les Cluses, Montesquiu d'Albera, Morellàs i les Illes, el Portús, la Roca d'Albera, Sant Genís de Fontanes, Sant Joan de Pladecorts, Sureda, Vilallonga dels Monts i Vivers. Hi han estat escollits com a consellers departamentals Martine Rolland, del Partit Socialista, vicepresident del Consell departamental, i Robert Garrabé, també del Partit Socialista, batlle de Sant Joan de Pladecorts i vicepresident del Consell departamental.

## Ensenyament i Cultura

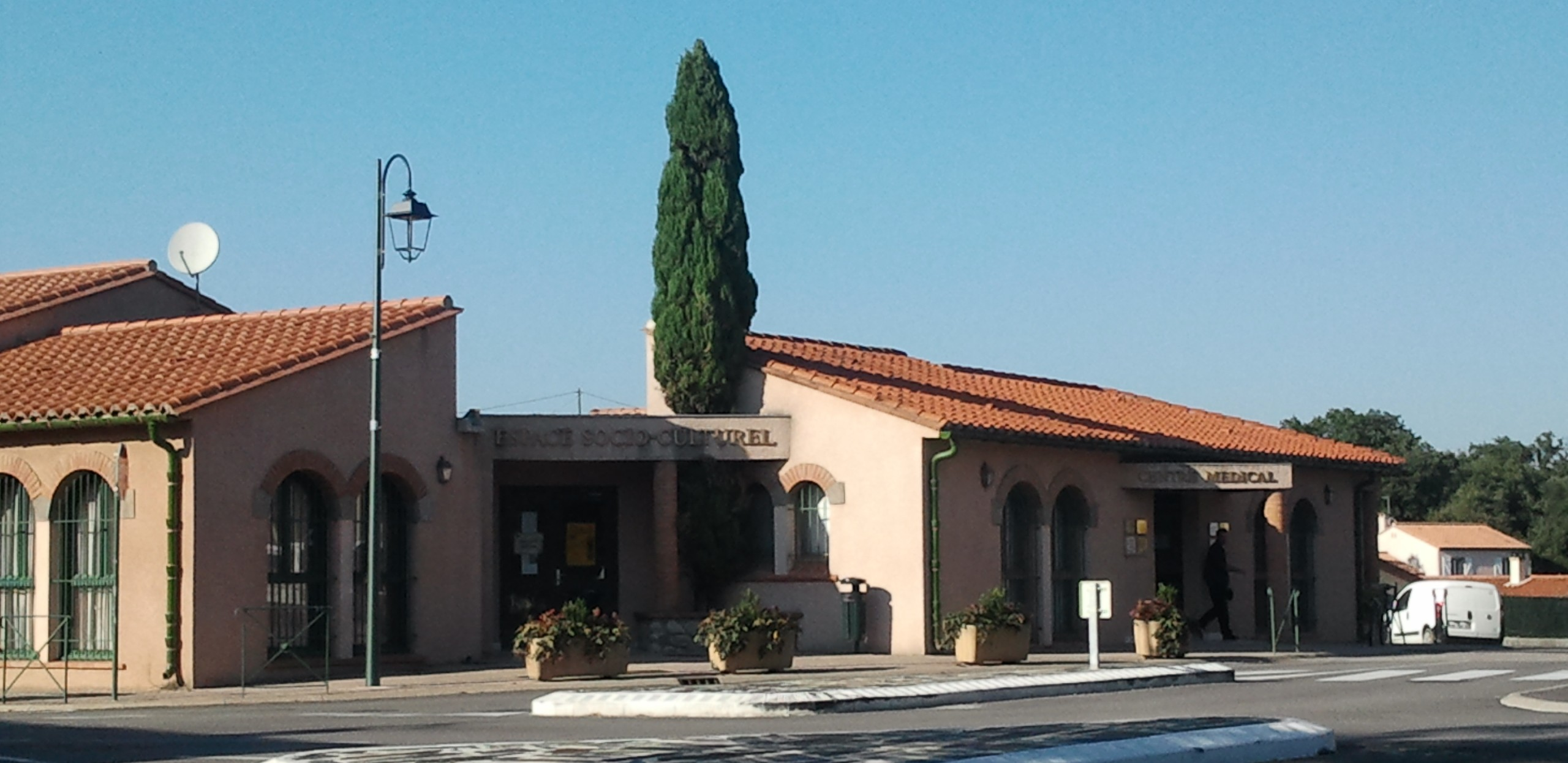
Centre mèdic i sociocultural del poble

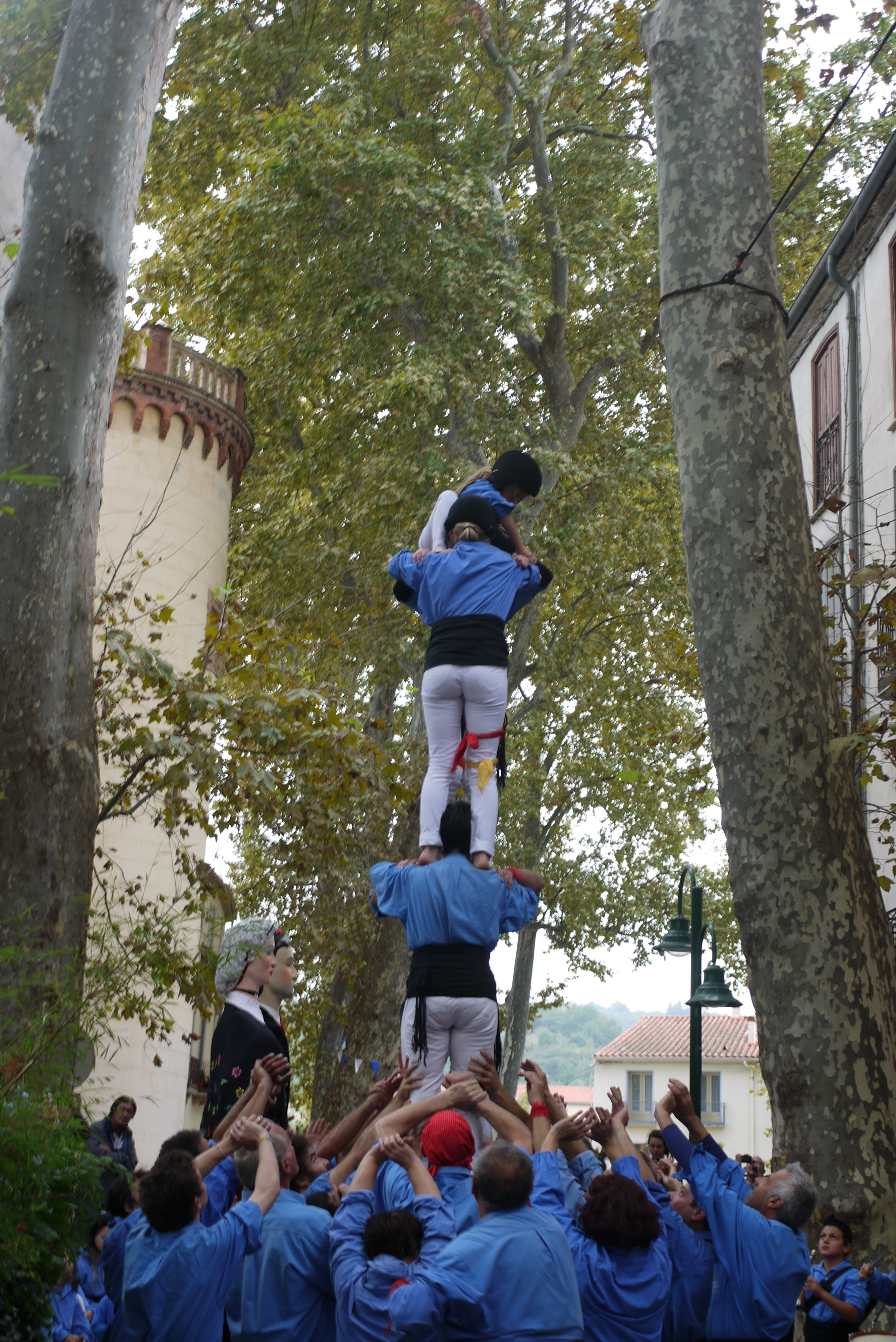
Els Angelets del Vallespir en una actuació a Ceret

Sant Joan de Pladecorts disposa d'escola pública maternal i elemental. A partir de secundària, els infants i adolescents del poble han d'anar a continuar els estudis a fora, principalment a Ceret.
Més de trenta associacions culturals animen les activitats del poble de Sant Joan de Pladecorts. Hi destaca, des del punt de vista cultural català la colla castellera del Vallespir, els Angelets del Vallespir, que reprèn el nom dels resistents catalans del segle xvii, i que té la seu en aquest poble, tot i que aplega castellers de tota la comarca i de pobles veïns del Rosselló.